# Иноятов, Ахрол Иноятович
Иноятов Ахрол Иноятович (узб. Inoyatov Ahrol Inoyatovich; 11 июня, 1945 года) — советский и узбекский футболист и тренер. Председатель экспертной комиссии Федерации футбола Узбекистана по выявлению договорных матчей.

## Карьера
Воспитанник ташкентского «Пахтакора». Начал выступать за основную команду с 1963 года. Всю свою карьеру в качестве футболиста провёл в составе «Пахтакора». Закончил карьеру в 1972 году. За это время сыграл в 161 матче и забил три гола.
В 1980-е годы начал тренерскую деятельность. Работал с клубом «Бустон» (Джизак).
В 1992 году в первом сезоне чемпионата Узбекистана стал главным тренером «Пахтакора», стал чемпионом. В 1993 году был начальником команды, а в 1994 году снова главным тренером «Пахтакора». В последующие годы работал помощником главного тренера «Пахтакора» и других клубов Узбекистана.
Затем — председатель экспертной комиссии Федерации футбола Узбекистана по выявлению договорных матчей.